# Wyenhütte
Wyenhütte ist eine Honschaft (Ortsteil) des Stadtteils Rheindahlen-Land im Stadtbezirk West (bis 22. Oktober 2009 Rheindahlen) in Mönchengladbach.

## Kultur und Sehenswürdigkeiten
In der Wyenhütte gibt es in einer Ecke ein "Heiligenhäuschen" mit einer Figur des heiligen Antonius und daneben ein unter Denkmalschutz stehendes Gebäude. Dieses hat die Adresse Wyenhütte 14.

## Busverbindungen
Über die gleichnamige Bushaltestelle Wyenhütte der Linien 025, 026 und 027 der NEW AG ist eine Anbindung an den öffentlichen Personennahverkehr gegeben.